# Rouen Métrople Basket
El Rouen Métrople Basket es un club de baloncesto francés con sede en la ciudad de Rouen. Compite en la Pro B, la segunda categoría del baloncesto francés. Disputa sus partidos en el Kindarena, con capacidad para 5.200 personas.

## Historia
Después de jugar en la Pro B durante un año, el club recibió un wild card para la LNB Pro A 2014-2015, la edición número 93 de la Pro A. El equipo fue relegado atrás de la LNB Pro A 2015-2016, la edición número 94 de la Pro A.
En la temporada 2021-22 desciende a la Nationale Masculine 1.

## Posiciones en liga
| Temporada | Novel | Liga  | Pos. | Copa de Francia | Competiciones europeas | Competiciones europeas | Competiciones europeas |
| --------- | ----- | ----- | ---- | --------------- | ---------------------- | ---------------------- | ---------------------- |
| 2013–14   | 2     | Pro B | 13.º | Ronda de 64     |                        |                        |                        |
| 2014–15   | 1     | Pro A | 15.º | 16.os de final  |                        |                        |                        |
| 2015–16   | 1     | Pro A | 17.º | 16.os de final  |                        |                        |                        |
| 2016–17   | 2     | Pro B | 11.º | 16.os de final  |                        |                        |                        |
| 2017–18   | 2     | Pro B | 5.º  | Ronda de 64     |                        |                        |                        |
| 2018–19   | 2     | Pro B | 4.º  | Semifinales     |                        |                        |                        |
| 2019–20*  | 2     | Pro B | 11.º | Ronda de 64     |                        |                        |                        |
| 2020–21   | 2     | Pro B | 14.º | Ronda de 64     |                        |                        |                        |
| 2021–22   | 2     | Pro B | 18.º | Ronda de 64     |                        |                        |                        |
| 2022–23   | 3     | NM1   | 1.º  | Ronda de 128    |                        |                        |                        |

*La temporada fue cancelada debido a la pandemia del coronavirus.

## Palmarés
- Accesión en la Pro A en 2013-2014 gracias a la wild card.

## Jugadores destacados
| - Abdoulaye M'Baye - Maxime Courby - Daequan Cook - LaMarshall Corbett - Devin Searcy |  | - Akinlolu Akingbala - / Jean-Michel Mipoka - / Alain Koffi - / Philippe Da Silva |